# Spheniscus demersus

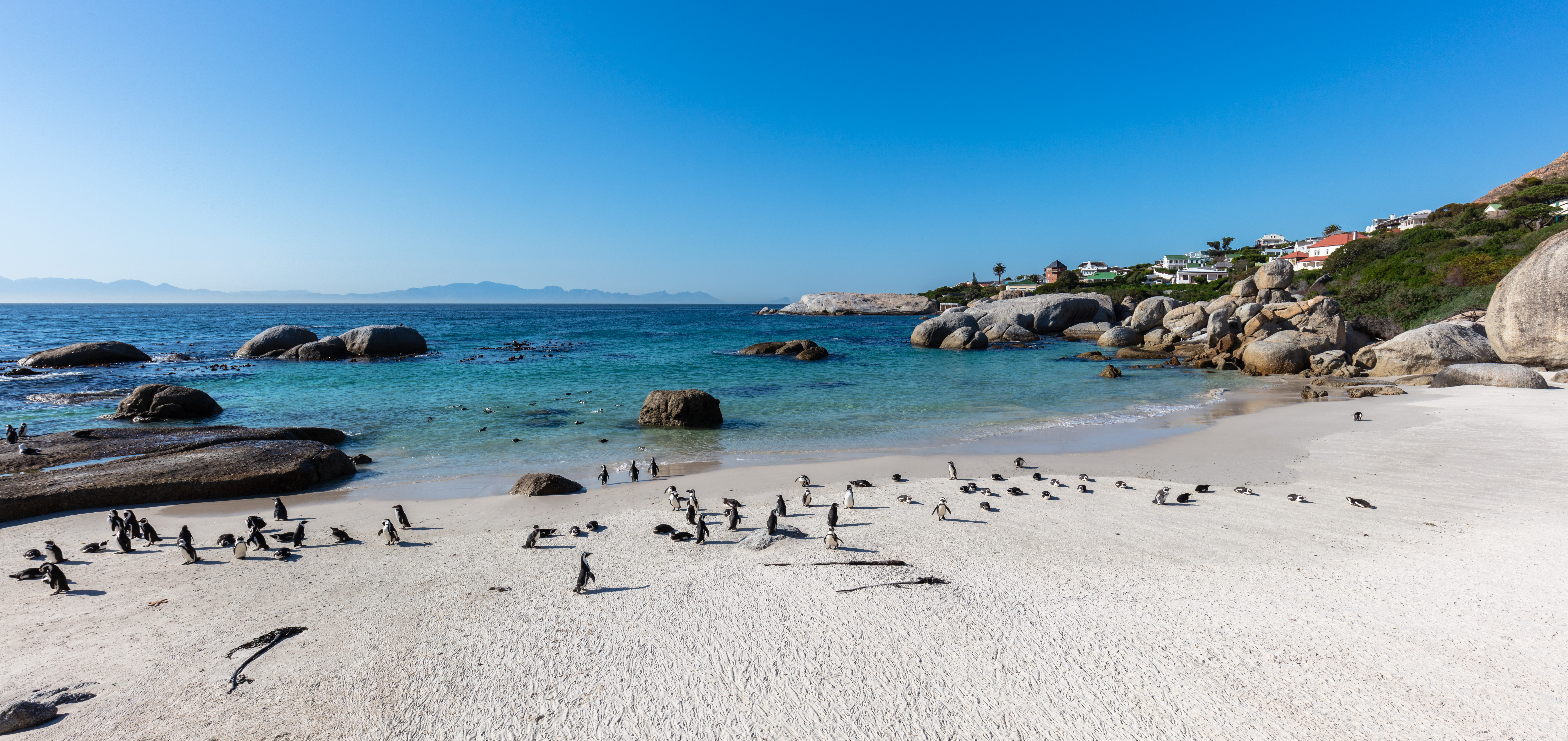
Colonia en la playa de Boulders, Simon's Town, Sudáfrica.

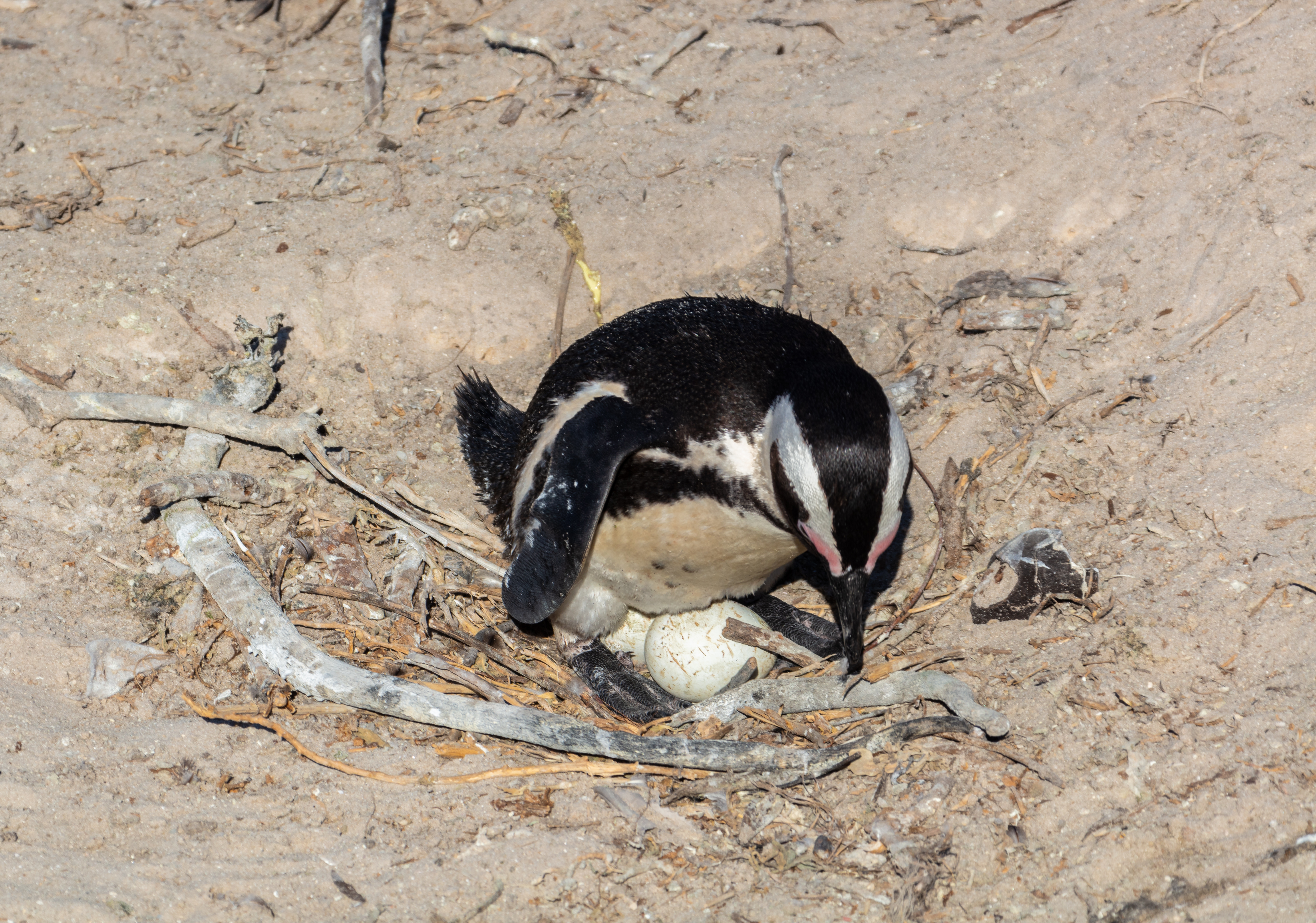
Hembra incubando.

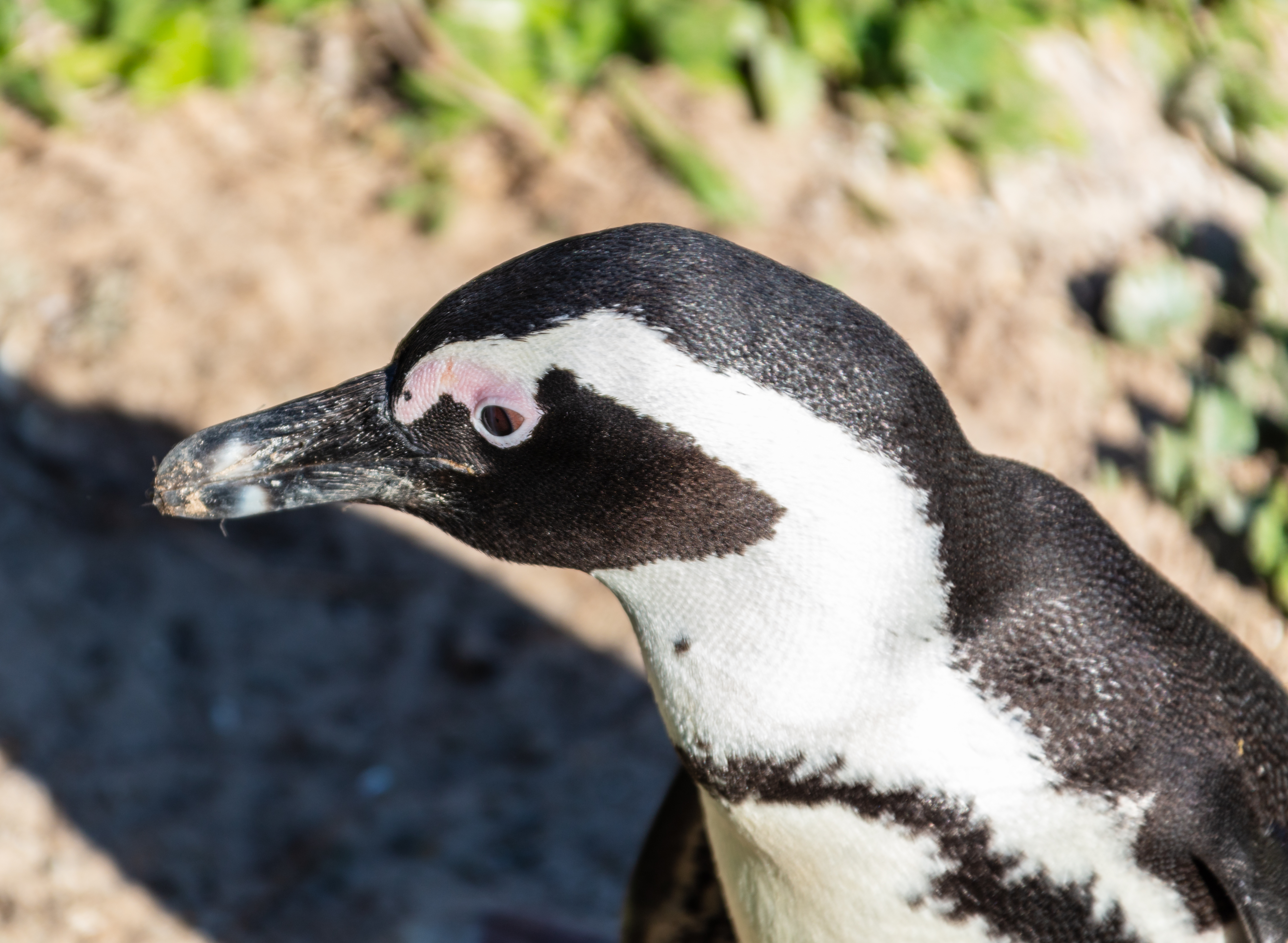
Detalle de la cabeza.

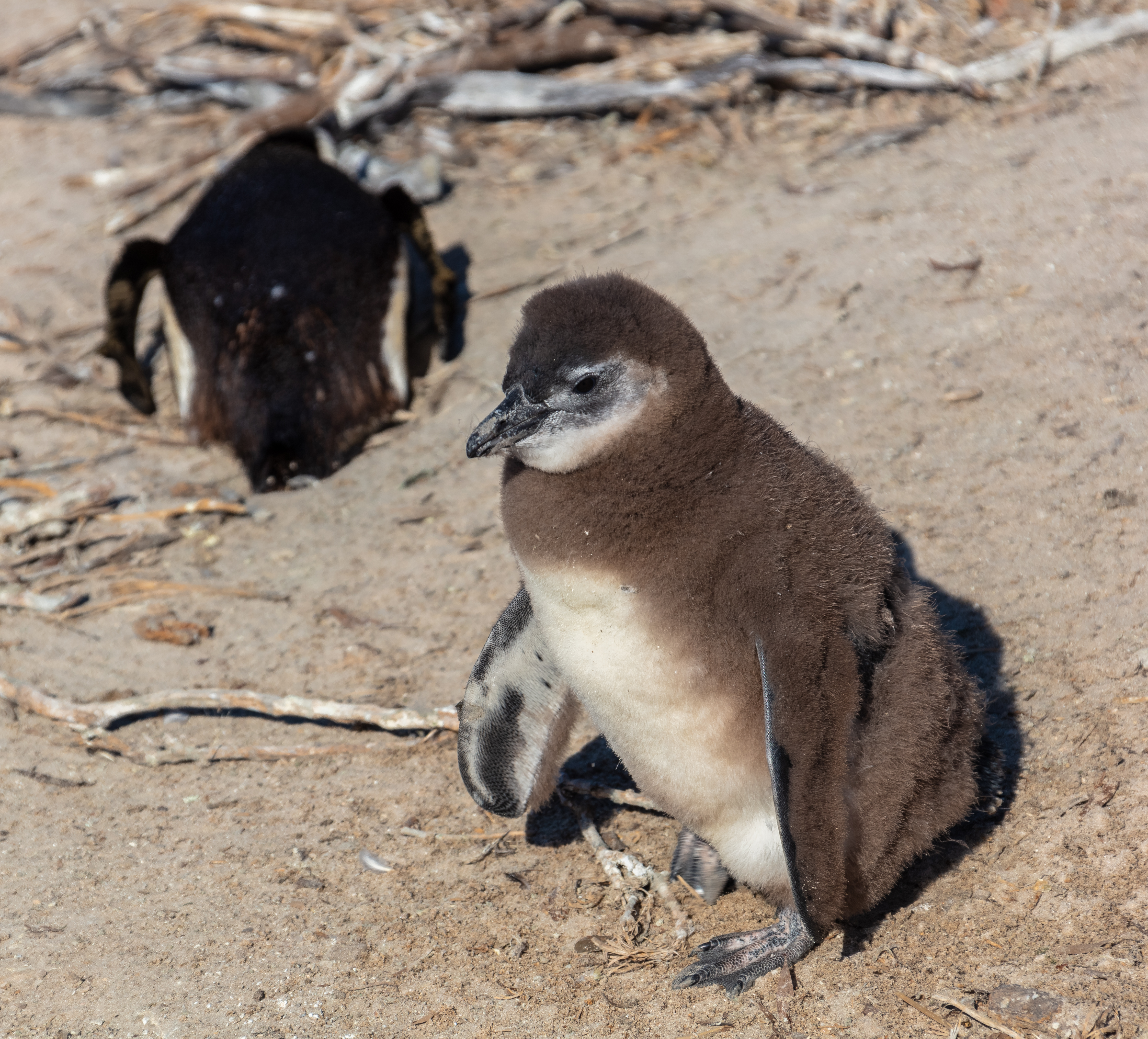
Polluelo.

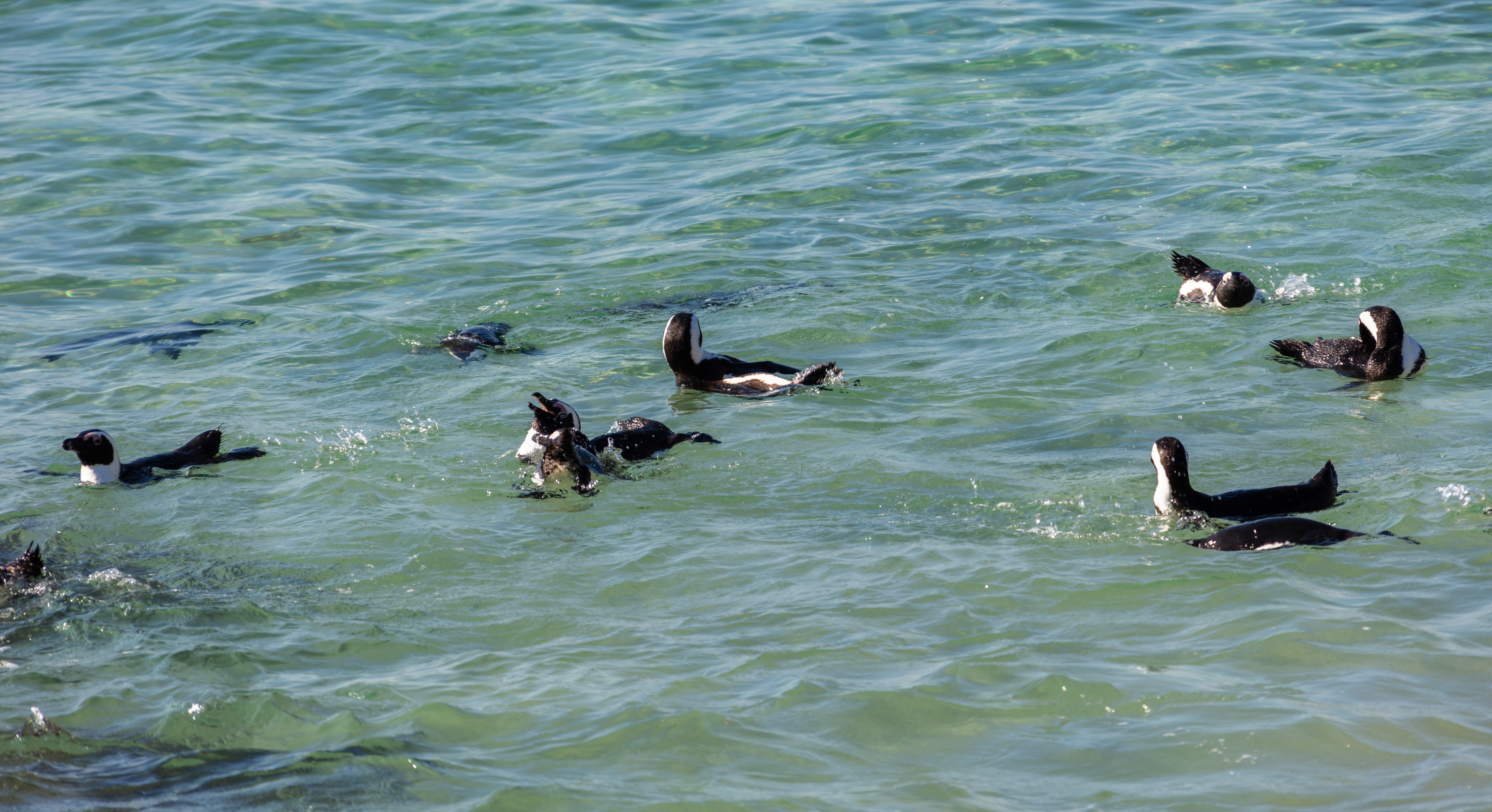
Grupo nadando.

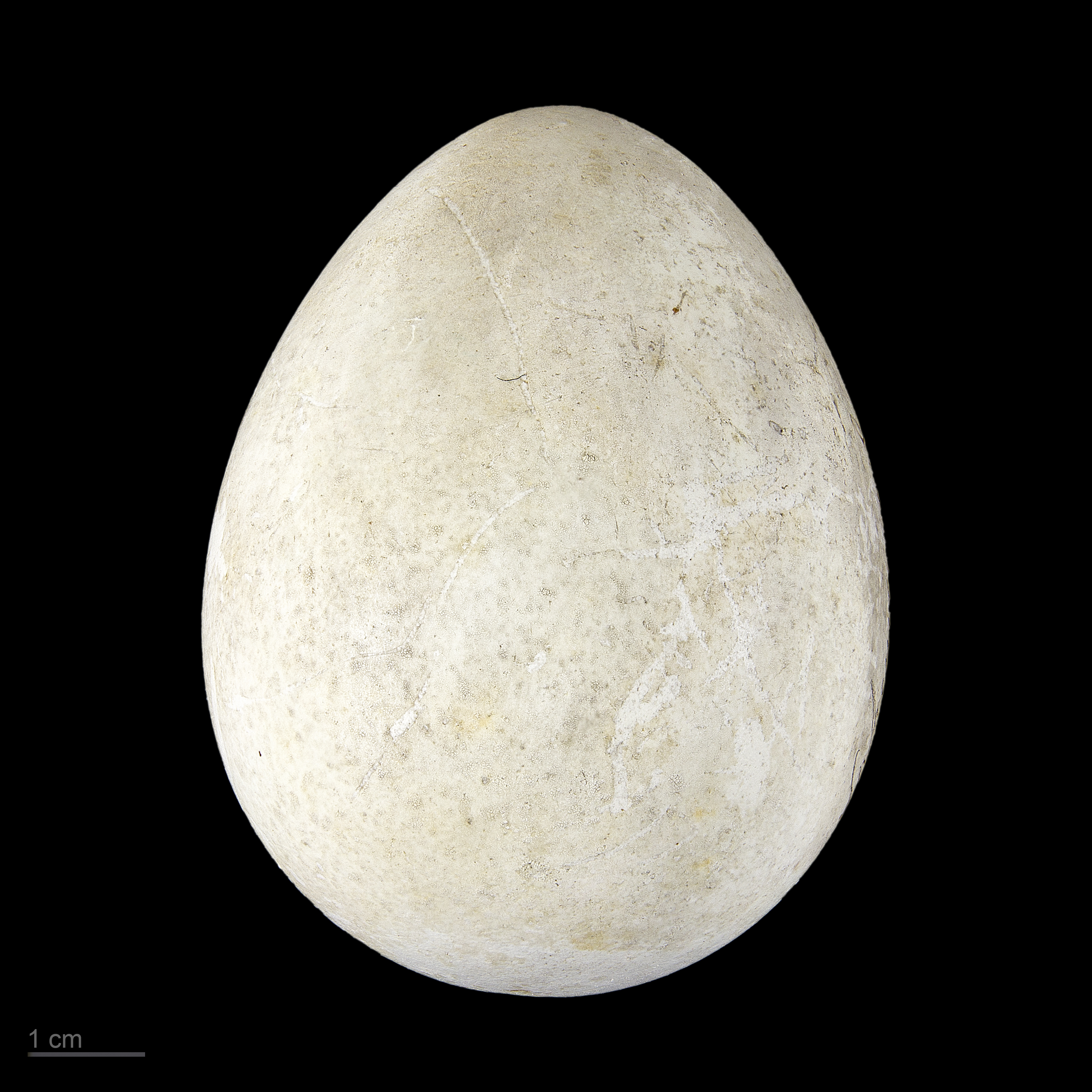
Spheniscus demersus - MHNT

El pingüino de El Cabo (Spheniscus demersus), también conocido como pingüino africano o de anteojos, es una especie de ave esfenisciforme de la familia Spheniscidae. Es la única especie de pingüino que vive en el continente africano y una de las cuatro del género Spheniscus. 
En inglés es conocido también como jackass penguin debido a las vocalizaciones similares a las de un burro.

## GéneroSpheniscus
Los pingüinos pertenecientes a esté género  se caracterizan principalmente por tener cuadrados en color negro sobre su pecho y líneas blancas y negras en sus cabezas, motivo por el cual también son llamados Ringed Penguins (Pingüinos anillados). Sus rostros presentan manchas rosadas sobre los ojos que los ayudan a disipar el calor solar.
Contrariamente a la mayoría de las especies de pingüino que vive en regiones muy frías, los Spheniscus se desarrollan en ambientes más cálidos y tropicales.
Existen cuatro especies de pingüinos dentro de este género: Galápagos, Magallanes, Humboldt y Africano.

## Distribución y hábitat
Se distribuyen a lo largo de las costas rocosas africanas ubicadas en el extremo sur, abarcando parte de Namibia, Sudáfrica e islas circundantes como Hollamsbird, Dassen, Dyer y otras veintiuna islas. Vive en colonias de numerosas parejas que se encuentran dentro de los 40 km cercanos a la costa.

## Características
El pingüino africano posee un tamaño mediano y una apariencia robusta. Miden alrededor de 45 a 70 cm de altura y los ejemplares más grandes pueden pesar máximo 5 kg. 
El plumaje en su parte dorsal es de color negro al igual que sus alas y patas. A los costados contienen líneas blancas y de ese mismo color es la mayoría de su parte frontal, aunque esta viene acompañada de líneas y pequeñas manchas en color negro. 
Sus cabezas contienen ambos colores. La cara es en su mayoría negra y los ojos contienen un semicírculo superior en color blanco.
Cuando son jóvenes, el plumaje tiene tonalidades grises-azuladas pero conforme maduran, alrededor de tres años, este se oscurece a negro. La combinación de blanco y negro les permite camuflarse de los depredadores tanto marinos como aéreos. El blanco ubicado en la parte inferior (cuando nadan) se camufla dentro del ambiente marino, y por lo contrario, el negro en la parte dorsal, no llama la atención de las aves que buscan presas.

## Alimentación
Se alimentan principalmente de boquerones, sardinas, arenques redondos, calamares y crustáceos. Cuando van de caza hacia el mar abierto pueden alcanzar velocidades de 20 km/h.
No se alimentan en grandes cantidades, pues pueden consumir hasta 540 gr de alimento al día. Esto se incrementa hasta 1 kg. cuando tienen que llevar comida a sus crías.

## Comportamiento
El Spheniscus demersus suele acicalarse en las costas africanas para eliminar parásitos que se almacenan en el plumaje. Utilizan sus patas para acicalarse la cabeza y su pico para quitar residuos de diferentes partes de su cuerpo. 
No son animales agresivos, sin embargo, en algunas ocasiones suelen presentarse peleas donde realizan persecuciones con sus alas abiertas y utilizan sus picos como principal arma de defensa. Son muy vocales en sociedad, pues utilizan tres tipos de sonidos o llamadas que sirven para delimitar territorio y prevenir intrusos, atraer parejas, y finalmente para ser reconocidos por sus polluelos en etapas del cuidado de las crías.

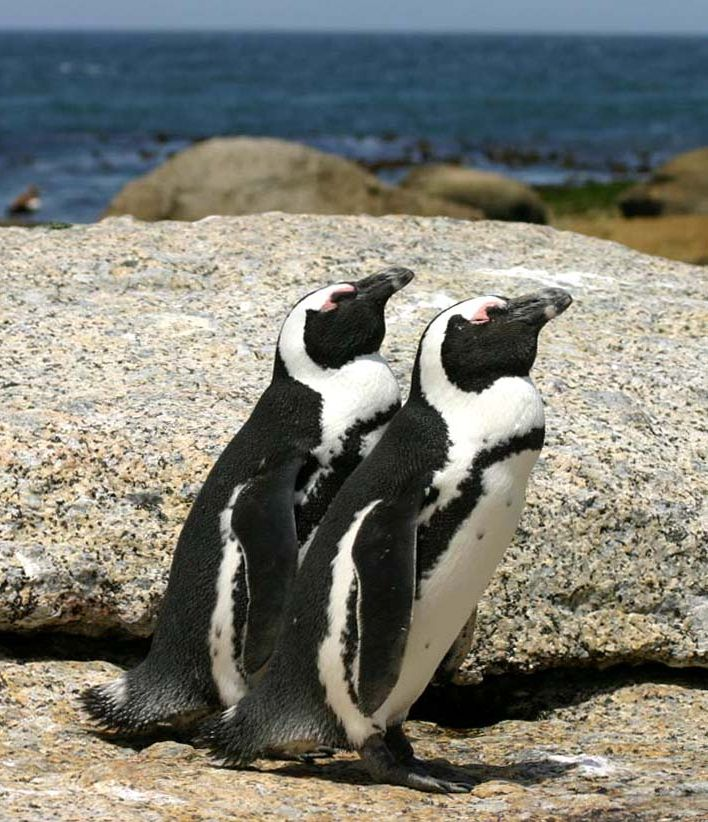
Pingüino de El cabo, Sudáfrica.

## Reproducción
Los pingüinos africanos son monógamos y cavan nidos en los suelos arenosos, debajo de las piedras o en zonas de escasa vegetación.
Se reúnen en las colonias para llevar a cabo la reproducción y antes del apareamiento el macho realiza rituales de cortejo con movimientos y vocalizaciones para que la hembra lo acepte.
Los pingüinos africanos regresan todos los años al mismo lugar de nidificación, que se efectúa de marzo a mayo en Sudáfrica y de noviembre a diciembre en Namibia. Las hembras colocan regularmente dos huevos que serán incubados por un período aproximado de cuarenta días. En la incubación, el macho y hembra se turnan para alimentarse y proteger el huevo.
Al nacer, los polluelos pesan alrededor de cien gramos y son atendidos y alimentados durante los próximos treinta días. Mientras los padres buscan alimento, los pequeños se mantienen en “guarderías” junto con otros recién nacidos para protección y calor, ya que sus plumas no se desarrollan hasta los dos o cuatro meses.

## Promedio de vida
Esta especie de pingüino tiene un promedio de vida en estado salvaje de máximo veintisiete años, siendo en cautiverio un poco más larga. Los principales factores de mortalidad son por depredación, impacto humano y fenómenos naturales.
Entre sus depredadores naturales se encuentran los lobos marinos, tiburones, orcas, mangostas y aves marinas que suelen alimentarse de huevos o crías.

## Amenazas
La población de pingüinos africanos disminuyó en un 90% durante el siglo XX, por lo que se tomaron medidas extremas para que esta especie no desaparezca. Se protegieron áreas marinas para que los pescadores no puedan entrar a las zonas y continúen acabando con la vida de estas aves.
Esto no estaba sólo afectando el ciclo natural de este y otros animales que dependen de los pingüinos para alimentarse, sino también del turismo nacional que cada año recibe hasta seiscientos mil turistas que disfrutan de los hermosos paisajes acompañados de las grandes colonias de pingüinos africanos.
El Spheniscus demersus estaba clasificado dentro de los grupos de animales en estado “Vulnerable”, sin embargo en el año 2010, se reclasificó a “especie en peligro de extinción”, ya que de doscientos mil ejemplares que había en el año 2000, solamente quedaban cincuenta y cinco mil. Si esta disminución no es controlada a tiempo, en 2026 el pingüino africano podría formar parte de la lista de los animales extintos.